# Tad Williams
Tad Williams, vlastním jménem Robert Paul Williams (* 14. března 1957, San José, Kalifornie) je americký spisovatel v žánru fantasy a sci-fi.
Ve svém životě vystřídal několik zaměstnání, dokud v roce 1985 neuveřejnil svůj první román Tailchaser's Song. Okamžitě získal pamětní cenu J.W. Campbella za nejlepší spisovatelský debut.

## Dílo
- 1985 - Tailchaser's Song (slovensky: Pieseň naháňača chvostov - česky: Píseň honiče ocasů)
- trilogie Memory, Sorrow and Thorn (slovensky:Spomienka, žiaľ a Tŕň - česky: Jasný osten, žal a trn)
  - 1988 - The Dragonbone Chair (Trůn z dračích kostí)
  - 1990 - Stone of Farewell (Kámen rozloučení)
  - 1993 - To Green Angel Tower (Věž zeleného anděla)
- 1992 - Child of an Ancient City (Dítě starodávného města)
- 1994 - Caliban's Hour (Calibanova hodina)
- tetralogie Otherland
  - 1996 - City of Golden Shadow (Město zlatého stínu)
  - 1998 - River of Blue Fire (Řeka modrého ohně)
  - 1999 - Mountain of Black Glass (Vrch černého skla)
  - 2001 - Sea of Silver Light (Moře stříbrného světla)
- 2003 - The War of the Flowers (Válka květů)
- trilogie Shadowmarch
  - 2004 - Shadowmarch, Volume I. (slovensky:Tieňová marka, Díl I.)